# Thespakusatsu Gunma
Thespakusatsu Gunma (Japans: ザスパ草津, Zasupa Kusatsu) is een Japanse voetbalclub uit Maebashi (Gunma) die speelt in de J-League 2, de tweede Japanse divisie.

## Geschiedenis
Thespa Kusatsu is een jong team. De club werd opgericht in Kusatsu in 1995 als Liaison Kusatsu Football Club. Het was de voetbalclub van een speciale voetbalschool. Toen deze school dichtging, ging de club verder onder de naam Kusatsu Onsen Football Club. In 2002 maakt de club plannen om professioneel voetbal te spelen. Na twee achtereenvolgende promoties komt de club in 2004 uit in de Japan Football League. Het heeft haar dan al veranderd in Thespa Kusatsu. Thespa is een samenvoeging van de woorden The spa, een algemene Engelse benaming voor het gezondheidsoord wat Kusatsu is.
In haar eerste seizoen in de JFL eindigt het team als 3e. De J-League laat de club vervolgens toe tot de J-League 2 waar het de afgelopen twee seizoenen tot de zwakste ploegen behoorde. In februari 2013 werd de naam in Thespakusatsu Gunma gewijzigd.

## Eindklasseringen
- Eerst wordt de positie in de eindranglijst vermeld, daarna het aantal teams in de competitie van het desbetreffende jaar. Voorbeeld 1/18 betekent plaats 1 van 18 teams in totaal.

| Jaar | J1 | J2    |
| ---- | -- | ----- |
| 2005 |    | 12/12 |
| 2006 |    | 12/13 |
| 2007 |    | 11/13 |